# Knut Holmqvist
Knut Anders Holmqvist (* 15. Juli 1918 in Trollenäs; † 28. August 2000 in Rydsgård) war ein schwedischer Sportschütze.

## Erfolge
Knut Holmqvist nahm im Trap an den Olympischen Spielen 1952 in Helsinki teil. Er erzielte 191 Punkte und gewann damit hinter George Genereux, der einen Treffer mehr erzielt hatte, und vor Hans Liljedahl, der auf 190 Punkte kam, die Silbermedaille. Im selben Jahr wurde Holmqvist in Oslo mit der Mannschaft Weltmeister und gewann in der Einzelkonkurrenz Bronze. Zwei Jahre darauf sicherte er sich in Caracas mit der Mannschaft zudem Silber. Bei den Olympischen Spielen 1956 in Melbourne belegte er mit 178 Punkten den siebten Platz.